# 정성철 (동아엑스퍼츠)
정성철((鄭聖哲, 1968년 ~)은 대한민국의 기업인이자 회계사이다. 1987년 경복고등학교를 거쳐 경희대학교 회계학과를 졸업하고 1996년부터 Price Waterhouse(회계법인)에서 근무, 1998년에 회계사에 합격하였으며 그이후 Arthur Andersen, Bearingpoint, Deloitte, ABeam, Opentide 등에서
통신, 금융 및 Converged Strategy 컨설턴트로 활동하였다. 2015년 국내 최초로 전문가 플랫폼인 원클릭코리아를 창업하였고, 2017년 동아일보와 공동으로 동아엑스퍼츠를 설립하여 본격적인 전문가 채용, 프로젝트 매칭 비즈니스를 시작하였다. 2018년부터는 네이버비즈니스와 공동으로 유망 스타트업을 발굴하고, 멘토링을 통해 스케일업 기업으로 성장시키는데 노력하고 있다.최근 2019년 10월에는 RPA와 디지털 분야를 별도로 분리하여 DEX 컨설팅을 신설하였으며 롯데그룹 등에서 사례를 확보하고 있다.

### 경영 컨설팅 수행
Arthur Andersen에서는 금융 산업 전문 컨설턴트로 국내 선도 캐피탈과 카드사 프로젝트를 집중적으로 수행하였다. Aurthur Andersen의 컨설팅 부문을 인수한 Bearing Point에서도 동일한 커리어에 집중하였다. 그이후  Deloitte에서는 국내 선도 유무선 통신 회사를 대상으로 채널, 성과관리, PI 등을 프로젝트를 집중 수행하였다.
일본계 경영컨설팅 회사인 ABeam컨설팅 국내 오피스 런칭에 참여하였다. ABeam에서는 통신전략 사업부를 이끌고 다양한 통신 전략 프로젝트를 수행하였다.

그 이후 삼성그룹내 인하우스 컨설팅사인 오픈타이드에서 융합전략팀(Convergence Strategy)팀을 신설하여, 삼성 그룹 대상으로 모바일 전략, 플랫폼전략, 빅데이터 및 이커머스 등
새로운 오퍼링을 제안하고, 다년간 프로젝트를 수행하였다.
이 시기에 그동안 금융, 통신사 등에서 축적된 경험과 삼성 전자 내에서의 스마트 디바이스, 플랫폼 등의 경험이 결합되어, 다양한 컨버전스 전략 역량을 강화시키기 시작했다.
특히 삼성그룹 내 모바일 역량 수준과 이행 방법을 체계적으로 정리한 EMT(Enterprise Mobility Transformation)방법론 구축을 통해 체계적인 기업 환경 모바일화에 일조하였다.

### 2015년 원클릭코리아 창업
2015년 삼성 오픈타이드 전자 사업부 상무 출신인 정성철 대표 및 SAP 대표 출신인 한의녕 회장 중심으로 설립되었다.
삼성전자 및 글로벌 컨설팅펌에서 축적된 경영 노하우를 통해 국내 기업 경영 고도화와 실행을 지원하기 위한 목적이였다. 전문가 매칭 플랫폼 구축을 위한 시스템 기획과 설계에 집중하였다.
플랫폼 오픈 후에 본격적인 전문가 매칭 사업을 진행하였다. 삼성, LG 등 국내 선도 기업 대상으로 서비스를 제공하였다.
특히 2016년에는 회장직을 담당하던 한의녕 회장이 경기도경제과학진흥원 원장으로 취임하는 등 회사 내 외에서 전문가 서비스를 확장하였다.

### 2017년 동아엑스퍼츠 설립
동아일보와 공동으로 동아엑스퍼츠를 설립하고, 본격적인 전문가 매칭 서비스를 확대 제공하였다. 특히 오픈타이드 대표 출신의 이은택 회장 영입을 통해
국내 그룹사 대상 사업을 지속적으로 확장하였다.
2018년부터는 네이버 비즈니스와 공동으로 국내 스타트업을 발굴하고, 스케일업 기업으로 성장 시키기 위한 프로젝트를 진행하였다. 본 프로젝트를 통해 달리셔스(케이터링 플랫폼)를 대상으로 개선 방향을 도출하였다.
2019년도에도 총 5개 스케일업체를 발굴 하였고, 지속 성장을 위한 자문을 진행하고 있다.특히 차량 중개 스타트업의 가격 전략을 중심으로 멘토링을 진행하고 있다.

또한 체계적인 전문가 매칭을 위해 자체 매칭 플랫폼을 구축하였고, 전문가 경력을 검증하기 위해 블록체인 플랫폼 등을 구축하여, 벤처인증, 연구소 인증 등을 확보하였다.

### 2019년 DEX consulting 사명변경
2019년 10월부터 RPA, 디지털 컨설팅과 개발 영역을 특화시켜 DEX 즉 digital experts 컨설팅으로 사명을 변경했다.
선도 그룹사 프로젝트들에서 축적된 PI, AI역량을 바탕으로 RPAI 사업을 본격적으로 착수하였다. RPA와 AI를 결합한 RPAI 영역에 집중하고 있다.

### 2020년 www.rpamarket.net 오픈
2020년 초 RaaS(RPA as a Servie)인 www.rpamarket.net을 오픈하였다.
이를 통해 중소/중견 기업의 경우 RPA 솔루션과 인프라 구축 없이도 자동화 서비스를 이용할 수 있다.

### 2020년 www.ocrmarket.net 오픈
2020년 8월 서비스형 OCR을 지향하는 www.ocrmarket.net을 오픈하였다.